# جون بيتس (لاعب كرة قاعدة)
جون بيتس (بالإنجليزية: John Bates)‏ هو لاعب كرة قاعدة أمريكي، ولد في 28 مايو 1868 في أوهايو في الولايات المتحدة، وتوفي في 24 مارس 1919 في أوكلاند في الولايات المتحدة.

## وصلات خارجية
- جون بيتس على موقعبيزبول رفرنس.كوم (الدوري الرئيسي) (الإنجليزية)
- جون بيتس على موقعبيزبول رفرنس.كوم (الدوري الثانوي) (الإنجليزية)